# Трупіал пуерто-риканський
Трупіа́л пуерто-риканський (Icterus portoricensis) — вид горобцеподібних птахів родини трупіалових (Icteridae). Ендемік Пуерто-Рико. До 2010 року вважався конспецифічним з багамським, антильським і кубинським трупіалами.

## Опис
Довжина птаха становить 22 см, вага 34-45 г. Самці є дещо більшими за самців. Забарвлення переважно чорне, на нижній частині живота і плечах жовті плями. Молоді птахи мають переважно рудувато-коричневе забарвлення, надхвістя у них має оливковий відтінок.

## Поширення і екологія
Пуерто-риканські трупіали живуть в тропічних лісах і чагарнникових заростях Пуерто-Рико, а також в мангрових лісах, на плантаціях, в парках і садах. Живляться комахами та іншими безхребетними, дрібними хребетними, плодами, горіхами і насінням. Сезон розмноження триває з лютого по липень. Пуерто-риканські трупіали є моногамними птахами, формують тривалі пари. Гніздо чашоподібне, підвішується на дереві. В кладці 3 яйця.